# Мурань (річка)
Мурань (словац. Muráň) — річка в Словаччині, права притока Сланої, протікає в округах Ревуца і Рожнява. Серед приток — Здихава.
Довжина — 48.8 км.
Витікає в масиві Муранська Планина — на висоті 650 метрів біля села Мурань.
Впадає у Слану біля села Бретка на висоті 188 метрів.